# オーバーホール 改造車の世界
『オーバーホール 改造車の世界』（オーバーホール かいぞうしゃのせかい、原題：Overhaulin' ）は 、ディスカバリーチャンネルで放送されている自動車番組であり、2004年から2008年にかけてシーズン1からシーズン5が、2012年から2015年にかけてシーズン6からシーズン9が制作されている。

## 番組概要
- 番組内で「ターゲット」とされる人物の車を、ターゲット（所有者）が知らないうちに7日間でオーバーホールし返却する。ターゲットは「車が戻ってこない」と思っていたドン底から、新品（かそれ以上）にオーバーホールされた愛車を見て驚くというドッキリ番組の特徴も兼ね備えている。
- 「仕掛け人」（ターゲットの家族や友人が多い）が番組に応募して対象車が選ばれ、車を工房に運んだ上で、仕掛け人からどの様な車にしたいのか要望を聞き出し、カーデザイナーのチップが外形のデザインや色を決め、完成予想図を描く。
- ターゲットとなる車は大抵は古いクラシック・カーで、走行不能の場合もある。この番組では、故障や古くなった箇所だけでなく、全面的にリペアを行うのも特徴で、エンジン、トランスミッション、サスペンション、内装、フレーム、バンパー、ボディの再塗装、オーディオ類の追加なども行われる。リペアパーツはメーカーやビルダーから提供を受けている。
- 作業は「Aチーム」と呼ばれる大勢のメカニックたちが担当する。Aチームがリペアしている間、クリスが警官などに成りすましてターゲットと連絡を取り、車が戻ってこない理由をのらりくらりとでっち上げ、仕掛け人の協力の下、完成までの時間を稼ぐ。
- ターゲットはこの番組の熱心なファンであることが多く、披露直前にドッキリで別人に成りすましているクリスから「オーバーホールだ！」とネタばらしされただけで事情を察している。車の返却後は所有者が「私は○○（名前）。オーバーホールしてもらいました(Overhaulin')！」と言うのが恒例の締め言葉となっている。

## 出演者
チップ・フース
声 - 後藤ヒロキ
カーデザイナー兼メカニックで、チームのキャプテンを務める。たまに仕掛け人としてドッキリに参加する場合もあり、ホームレスに変装して車窃盗現場の目撃者として演技している回もある。

### 司会
クリス・ジェイコブス
声 - 遠藤純平
番組進行およびドッキリのだまし役を担当。1970年1月30日生まれ。MOPAR（モパー）好きであることを度々公言しており、対象の車がMOPAR（ダッジ・コロネット）だった時は、通常とは逆にチップが司会進行とドッキリ役、クリスがカーデザインを担当した。
コートニー・ハンセン
上記2人に加え、女性も進行役として出演している。コートニーは2004年から2005年に進行役を担当した。1974年10月2日生まれ。父親は数多くの優勝経験を誇るレーサー。その影響からか彼女自身も車愛好家であり、それに関連した仕事も多い。他にTVパーソナリティ、コラムニスト、ファッションモデルなど多方面に活躍している。
AJ
2005年から2008年まで出演。1974年7月25日生まれ。1998年にこの番組のプロデューサーでもあるバッド・ブラッツマンと結婚している。フルネームはエイドリアン・ジャニック(Adrienne Janic)だが、番組内では「AJ（エージェイ）」という愛称で呼ばれている。2014年に復帰し、この時だけアリアニーと女性2人体制となった。
ジェシー・コムズ
2012年から2013年まで出演。1980年7月27日生まれ。数々のレーシングチームに所属するドライバーとして活躍。一方で『Xtreme 4x4』や『怪しい伝説』、『完全マニュアル』などに出演するなどタレントとしても活動、当初この番組にはAチームのメンバーとして出演していた。
2013年に自動車の最高速度を目指すチームに参加し、平均速度で632km/h、最高速は717km/hを記録し、FIAに女性最速四輪ドライバーに認定された。だが2019年8月27日にオレゴン州で行われたプロジェクトの試行中に事故死し、39歳の若さでこの世を去った。
アリアニー・セレステ
声 - 壹岐紹未
2013年から2015年まで出演。1985年11月12日生まれ。モデルであり、UFCのリングガールでもある。

### メカニック
Aチーム
チップがデザインした通りに、実際に車をオーバーホールするメカニックたちの総称。メンバーはかなり流動的でその回ごとに異なるが、ある程度固定しているメンバーもいる。チップの工房であるフース・デザインのスタッフや、パーツ提供を行ったメーカーのスタッフなども含まれる。番組ではボロボロの車を1週間で完成させなければならないため、修理箇所が多い車の場合は24時間体制で作業にあたることもある。完成後はターゲットに紹介され、一人ずつ握手やハグをしてターゲットが感謝の言葉を伝える。

## 著名人のゲスト出演
ジェイ・レノ
コメディアン、司会者。熱狂的なカーマニアでもあり、190台以上所有している。シーズン3 第19回は仕掛け人として出演し、ターゲットは友人。シーズン6 第11・12回でも仕掛け人としての出演で、ターゲットはジェイの自動車工房のジュースの配達人。
チャーリー・シーン
シーズン4 第2回に仕掛け人として出演した俳優。ターゲットは高校の同級生の友人。
ヴィンス・ニール
ヘヴィメタル・バンドのモトリー・クルーのボーカル。シーズン4 第12回に仕掛け人として出演した。ターゲットは20年来の友人。
ニック・ラシェイ、ドリュー・ラシェイ
2人ともボーイズグループのナインティーエイト・ディグリーズのメンバー。シーズン4 第13回にニックは仕掛け人の1人として出演。ドリューは実の弟であり、ターゲットとしての出演。
ジョン・フォース
通算14回の優勝を誇るドラッグレースのレーシングドライバー。チップの友人でもある。シーズン4 第18回にターゲットとして出演。
ダン・パノシアン、ジョシュ・バーネット
シーズン8 第4回に出演。ダンはコミック・イラストレーターで、ターゲットとしての出演。ジョシュは格闘家で仕掛け人としての出演。
リチャード・ローリングス、アーロン・カウフマン
2人は2005年 にAチームのメンバーとして出演していた。その後2012年に『ファスト&ラウド』という自動車番組を放送開始。2015年のシーズン8 第9回にゲストとして、10年ぶりに番組に出演した。ちなみにチップも彼等の番組にゲスト出演している。
アンバー・ハード、ジョニー・デップ
シーズン9 第1回に出演。ターゲットはアンバーで、仕掛け人は撮影当時は婚約者だったジョニー・デップ。二人は2015年2月に結婚したが、翌2016年8月には離婚している。
マーカス・ラトレル
元ネイビー・シールズ隊員でレッド・ウィング作戦 (アフガニスタン)の唯一の生還者。映画『ローン・サバイバー』の原作者で主人公でもある。シーズン9 第3回にターゲットとして出演。仕掛け人はマーカスの双子の兄弟モーガン。

## 放送リスト

### シーズン1
| 通算 | 話数 | 原題／日本題                               | 車種                                   | 放送日         |
| ---- | ---- | ------------------------------------------ | -------------------------------------- | -------------- |
| 1    | 1    | Parts Guy                                  | 1971年式シボレー・シェベル             | 2004年04月27日 |
| 2    | 2    | Search & Rescue                            | 1988年式シボレー・ピックアップトラック | 2004年04月13日 |
| 3    | 3    | Museum Worthy                              | 1950年式フォード （Ford Coupe）        | 2004年04月20日 |
| 4    | 4    | Surfer Kid                                 | 1977年式シボレー・エルカミーノ         | 2004年05月04日 |
| 5    | 5    | Beverly Hills Camaro (a.k.a. 902 - Merlot) | 1968年式シボレー・カマロ               | 2004年05月11日 |
| 6    | 6    | School's Out                               | 1956年式シボレー・ベルエア             | 2004年05月18日 |
| 7    | 7    | Lucky Star                                 | 1991年式フォード・エクスプローラー     | 2004年06月01日 |

### シーズン2
| 通算 | 話数 | 原題／日本題                                                                    | 車種                                                                             | 放送日         |
| ---- | ---- | ------------------------------------------------------------------------------- | -------------------------------------------------------------------------------- | -------------- |
| 8    | 1    | Moving Day(a.k.a. Body Off) 1964年式シボレー・コルベット                        | 1964年式シボレー・コルベット                                                     | 2004年07月13日 |
| 9    | 2    | Cherry Nova 1967年式シボレー・ノヴァ                                            | 1967年式シボレー・ノヴァ                                                         | 2004年07月20日 |
| 10   | 3    | Monte Fuego 1970年式シボレー・モンテカルロ                                      | 1970年式シボレー・モンテカルロ                                                   | 2004年08月03日 |
| 11   | 4    | The 4-4-New 1968年式オールズモビル                                              | 1968年式オールズモビル・442（英: Oldsmobile 442）                                | 2004年08月05日 |
| 12   | 5    | Dude, Where's My Skylark? 1967年式ビュイック                                    | 1967年式ビュイック・スカイラーク（英: Buick Skylark）                            | 2004年08月10日 |
| 13   | 6    | Rustang 1965年式マスタング                                                      | 1965年式フォード・マスタング                                                     | 2004年08月29日 |
| 14   | 7    | Blue Bird(a.k.a. The Falcon and The Snow-Job) 1963年式フォード・ファルコン      | 1963年式フォード・ファルコン（英: Ford Falcon）                                  | 2004年09月21日 |
| 15   | 8    | Challenging Dodge(a.k.a. Challenging Mopar) 1971年式ダッジ・チャレンジャー      | 1971年式ダッジ・チャレンジャー                                                   | 2004年09月28日 |
| 16   | 9    | Coolest Cars, Best Pranks あの車は今SP                                          |                                                                                  | 2004年10月12日 |
| 17   | 10   | Coolest Cars                                                                    |                                                                                  | 2004年11月30日 |
| 18   | 11   | Live Strong (a.k.a. Lance Armstrong/Sheryl Crow)                                | ポンティアック・GTO                                                              | 2004年11月30日 |
| 19   | 12   | SEMA Gambler(a.k.a. Gambler 514) 1970年式マスタング                             | 1970年式フォード・マスタング                                                     | 2004年12月14日 |
| 20   | 13   | Twins Bel Air(a.k.a. California Performance Bel Air) 1962年式シボレー・ベルエア | 1962年式シボレー・ベルエア                                                       | 2004年12月16日 |
| 21   | 14   | 52 Pickup(a.k.a. Butterscorched) 1952年式GMCピックアップ                        | 1952年式GMC・ピックアップトラック                                                | 2004年12月21日 |
| 22   | 15   | College Girl's Camaro(a.k.a. Thievin' Teacher) 1970年式カマロ                   | 1970年式シボレー・カマロ                                                         | 2005年02月03日 |
| 23   | 16   | Doublehaulin'                                                                   | 1998年式マツダ・ピックアップトラック（プロシード UF） 1968年式シボレー・シェベル | 2005年03月08日 |
| 24   | 17   | Soldier's Ride 1966年式シボレー・シェベル                                       | 1966年式シボレー・シェベル                                                       | 2005年03月17日 |

### シーズン3
| 通算 | 話数 | 原題／日本題                                                           | 車種                                                       | 放送日         |
| ---- | ---- | ---------------------------------------------------------------------- | ---------------------------------------------------------- | -------------- |
| 25   | 1    | Tuner Car 1995年式ホンダ・シビック                                     | 1995年式ホンダ・シビック（クーペ）                         | 2005年05月31日 |
| 26   | 2    | Wiley & The Road Runner                                                | 1969年式プリムス・ロードランナー                           | 2005年07月19日 |
| 27   | 3    | The Mad Kidney Donor                                                   | 1995年式シボレー・タホ                                     | 2005年07月26日 |
| 28   | 4    | Bel Air BBQ シボレー・ベルエア炎上                                     | 1956年式シボレー・ベルエア                                 | 2005年08月02日 |
| 29   | 5    | Illegal Fowl 1965年式フォード・サンダーバード                          | 1965年式フォード・サンダーバード（T-bird）                 | 2005年08月16日 |
| 30   | 6    | One Ugly Horse 1967年式フォード・マスタング                            | 1967年式フォード・マスタング                               | 2005年08月23日 |
| 31   | 7    | Snaked 2005年式フォード・マスタング                                    | 2005年式フォード・マスタング                               | 2005年09月27日 |
| 32   | 8    | U.S. Navy Steal 1965年式フォードトラック                               | 1965年式フォード・ピックアップトラック                     | 2005年10月04日 |
| 33   | 9    | Clean LeMans 1968年式ポンティアック・ルマン                            | 1968年式ポンティアック・ル・マン（英: Pontiac LeMans）     | 2005年10月11日 |
| 34   | 10   | Nova-Caine 1970年式シボレー・ノヴァ                                    | 1970年式シボレー・ノヴァ                                   | 2005年10月18日 |
| 35   | 11   | Customs 父から継いだシボレー・インパラ                                 | 1965年式シボレー・インパラ                                 | 2005年10月25日 |
| 36   | 12   | Firey Brit ダッジ・マグナム                                            | 2005年式ダッジ・マグナム                                   | 2005年11月01日 |
| 37   | 13   | The Biggest Beater in America                                          |                                                            | 2005年12月13日 |
| 38   | 14   | Best of 2005                                                           |                                                            | 2005年12月20日 |
| 39   | 15   | Desperate Impound ポンティアック・GTO                                  | 1967年式ポンティアック・GTO                                | 2006年02月10日 |
| 40   | 16   | Neighborhood Watching 普段使いのオープンカー                           | 1969年式ファイヤーバード・コンバーチブル                   | 2006年02月17日 |
| 41   | 17   | Overlord チップへのサプライズ                                          | 1956年式ピックアップトラック                               | 2006年02月24日 |
| 42   | 18   | That 70's Van 40年来の愛車                                             | 1976年式シボレー・バン                                     | 2006年03月03日 |
| 43   | 19   | Leno's Heist 1956年式ノマド                                            | 1956年式シボレー・ノマド                                   | 2006年02月07日 |
| 44   | 20   | SEMA(a.k.a. The SEMA Show, or 67 Charger) 1967年式ダッジ・チャージャー | 1967年式ダッジ・チャージャー                               | 2006年02月28日 |
| 45   | 21   | Overtime フォード・モデルA                                             | フォード・モデルA                                          | 2006年03月07日 |
| 46   | 22   | Got GTO? 復活！GTO                                                     | 1969年式ポンティアック・GTO                                | 2006年03月28日 |
| 47   | 23   | Napa Doublehaulin'(a.k.a. Double Trouble) 妻に捧げるエルカミーノ       | 1967年式シボレー・エルカミーノ 2003年式エステントラック    | 2006年04月04日 |
| 48   | 24   | Lowrider Girl 1964年式インパラ                                         | 1964年式シボレー・インパラ                                 | 2006年04月11日 |
| 49   | 25   | Photo Shoot Fiasco 1968年式ブロンコ                                    | フォード・ブロンコ                                         | 2006年04月18日 |
| 50   | 26   | Uncle Sam's Nephew 1968年式ファイヤーバード                            | 1968年式ポンティアック・ファイヤーバード                   | 2006年04月25日 |
| 51   | 27   | Overhaulin' Truck                                                      | 1970年式シボレー・ピックアップトラック                     | 2006年05月02日 |
| 52   | 28   | Hot Head 1972年式カトラス                                              | 1972年式オールズモビル・カトラス（英: Oldsmobile Cutlass） | 2006年05月30日 |

### シーズン4
| 通算 | 話数 | 原題／日本題                                                     | 車種                                                                 | 放送日         |
| ---- | ---- | ---------------------------------------------------------------- | -------------------------------------------------------------------- | -------------- |
| 53   | 1    | Mean Anemul オールズモビル442 コンバーチブル                     | オールズモビル・442（英: Oldsmobile 442）                            | 2006年06月20日 |
| 54   | 2    | LeMama's Boy ポンティアック・ルマン・コンバーチブル              | 1966年式ポンティアック・ル・マン（英: Pontiac LeMans）               | 2006年06月27日 |
| 55   | 3    | Spaced Out フォード・ギャラクシー                                | 1967年式フォード・ギャラクシー                                       | 2006年07月04日 |
| 56   | 4    | Overhaulin' Bling (a.k.a. BLING!)                                | 1996年式シボレー・タホ                                               | 2006年07月18日 |
| 57   | 5    | Junk in the Truck キャデラック・コンバーチブル                   | キャデラック                                                         | 2006年07月25日 |
| 58   | 6    | Chip & Chris Flipped ダッジ・コロネット                          | 1967年式ダッジ・コロネット440（英: Dodge Coronet 440）               | 2006年08月08日 |
| 59   | 7    | Chip & AJ Trading Places マーキュリー・コメット                  | 1963年式マーキュリー・コメット（英: Mercury Comet）                  | 2006年08月15日 |
| 60   | 8    | All in the Family ダッジA100                                     | 1967年式ダッジ・A-100 ピックアップトラック                           | 2006年08月29日 |
| 61   | 9    | Hot for Teacher (a.k.a. Hottie Teacher) 1964年式シボレー・マリブ | 1964年式シボレー・マリブ                                             | 2006年09月05日 |
| 62   | 10   | Roadies Stole My 'Vette! シボレー・コルベット                    | 1957年式シボレー・コルベット                                         | 2006年09月19日 |
| 63   | 11   | Juvenile Delinquent シボレー・シェベル                           | 1967年式シボレー・シェベル                                           | 2006年09月26日 |
| 64   | 12   | Motley Cruiser ビュイックGS                                      | 1969年式ビュイック・GS（Gran Sport）（英: Buick Gran Sport）         | 2006年10月31日 |
| 65   | 13   | Pop Star Steal フォードF100                                      | 1967年式フォード・F100 ピックアップトラック                          | 2006年11月07日 |
| 66   | 14   | CNN Hummer Special (a.k.a. Warrior One) CNNのハマー              | 1993年式ハマー H1                                                    | 2006年11月14日 |
| 67   | 15   | The BOSS is Back 1970年式フォード・マスタング                    | 1970年式フォード・マスタング (New Ford Boss 302（5リットル） engine) | 2006年11月21日 |
| 68   | 16   | Overhaulin' Bumrush シボレー・モンテカルロ                       | 1970年式シボレー・モンテカルロ (Chevrolet 572（9.4リットル） V8)     | 2006年11月28日 |
| 69   | 17   | SEMA Show (2006) ダッジ・チャレンジャー in SEMAショー            | 1972年式ダッジ・チャレンジャー                                       | 2006年12月05日 |
| 70   | 18   | The Short Yellow Bus 小型スクールバス                            | 1956年式フォード・小型スクールバス                                   | 2006年12月19日 |
| 71   | 19   | Mustang Sting 1969年式マスタング・コンバーチブル                 | 1969年式フォード・マスタング・コンバーチブル                         | 2006年12月26日 |

### シーズン5
| 通算 | 話数 | 原題／日本題                                                   | 車種                                                    | 放送日         |
| ---- | ---- | -------------------------------------------------------------- | ------------------------------------------------------- | -------------- |
| 72   | 1    | Brushtang 1965年式フォード・マスタング                         | 1965年式フォード・マスタング・クーペ                    | 2008年04月24日 |
| 73   | 2    | Family Truckster 家宝 シボレー・ピックアップトラック           | 1971年式シボレー・ピックアップトラック                  | 2008年05月01日 |
| 74   | 3    | Wake Up Call 父と息子のシボレー・ノヴァ                        | 1963年式シボレー・ノヴァ                                | 2008年05月08日 |
| 75   | 4    | Scout's Honor 1956年式シボレー・ベルエア・コンバーチブル       | 1956年式シボレー・ベルエア コンバーチブル               | 2008年05月22日 |
| 76   | 5    | Number 1 Camaro ナンバーワン・カマロ                           | 1967年式シボレー・カマロ                                | 2008年06月05日 |
| 77   | 6    | That's All, Volks! VW タイプ2 T1                               | 1965年式フォルクスワーゲン・タイプ2 T1（マイクロバス）  | 2008年06月12日 |
| 78   | 7    | SEMA - Radical Roadster フォード・カスタムライン in SEMAショー | 1954年式フォード・カスタムライン（英: Ford Customline） | 2008年06月19日 |
| 79   | 8    | The Marks Return - Chip's Picks 名車再訪SP                     |                                                         | 2008年06月26日 |

### シーズン6
| 通算 | 話数 | 原題／日本題                                                                      | 車種                                                                                       | 放送日         |
| ---- | ---- | --------------------------------------------------------------------------------- | ------------------------------------------------------------------------------------------ | -------------- |
| 80   | 1    | Carlos Gusman's 1965 Impala 1965年式シボレー・インパラ                            | 1965年式シボレー・インパラ                                                                 | 2012年10月02日 |
| 81   | 2    | Chuck Schafer's 1954 Pickup 1954年式シボレー・ピックアップトラック                | 1954年式シボレー・ピックアップトラック（英: Chevrolet Advance Design 3100 (pickup truck)） | 2012年10月09日 |
| 82   | 3    | 1967 Camaro 初代シボレー・カマロ                                                  | 1967年式シボレー・カマロ                                                                   | 2012年10月16日 |
| 83   | 4    | 1965 Volkswagen Bug 1965年式VWビートル                                            | 1965年式フォルクスワーゲン・ビートル（タイプ1）                                            | 2012年10月23日 |
| 84   | 5    | SEMA Special Chrysler 300 クライスラー300 in SEMAショー                           | 2012年式クライスラー・300 S （5.7リットル HEMI V8）                                        | 2012年12月04日 |
| 85   | 6    | Rick Fontana's 1967 Ford Mustang Convertible フォード・マスタング・コンバーチブル | 1967年式フォード・マスタング コンバーチブル                                                | 2013年04月15日 |
| 86   | 7    | Chris White's 1970 Chevrolet El Camino 1970年式シボレー・エルカミーノ             | 1970年式シボレー・エルカミーノ                                                             | 2013年04月22日 |
| 87   | 8    | Roger Webb's 1964 Plymouth Fury プリムス・フューリー                              | 1964年式プリムス・フューリー                                                               | 2013年04月29日 |
| 88   | 9    | David Currier's 1964 Oldsmobile Dynamic 88 オールズモビル・ダイナミック88         | 1964年式オールズモビル・ダイナミック88（英: Oldsmobile Dynamic 88）                        | 2013年05月06日 |
| 89   | 10   | Brian Webb's 1965 Malibu シボレー・マリブSS                                       | 1965年式シボレー・マリブSS                                                                 | 2013年05月19日 |
| 90   | 11   | John Nivens' 1972 Lotus Europa, Part 1 ロータス・ヨーロッパ パート1               | 1972年式ロータス・ヨーロッパ                                                               | 2013年05月26日 |
| 91   | 12   | John Nivens' 1972 Lotus Europa, Part 2 ロータス・ヨーロッパ パート2               | 1972年式ロータス・ヨーロッパ                                                               | 2013年06月02日 |

### シーズン7
| 通算 | 話数 | 原題／日本題                                                      | 車種                                                                        | 放送日         |
| ---- | ---- | ----------------------------------------------------------------- | --------------------------------------------------------------------------- | -------------- |
| 92   | 1    | Sarah's Skylark ビュイック・スカイラーク                          | 1965年式ビュイック・スカイラーク・コンバーチブル（英: Skylark Convertible） | 2013年10月01日 |
| 93   | 2    | Bill's 1965 Mustang Fastback フォード・マスタング・ファストバック | 1965年式フォード・マスタング・ファストバック                                | 2013年10月08日 |
| 94   | 3    | Scott's 1967 Chevy Pickup Truck シボレーC10ピックアップトラック   | 1967年式シボレー・ピックアップトラック                                      | 2013年10月15日 |
| 95   | 4    | Victor's 1967 Ford Bronco フォード・ブロンコ                      | 1967年式フォード・ブロンコ                                                  | 2013年10月22日 |
| 96   | 5    | Efrain's Olds 442 オールズモビル442                               | 1970年式オールズモビル・442（英: Oldsmobile 442）                           | 2014年03月23日 |
| 97   | 6    | Ricky's New Impala 新型シボレー・インパラ                         | 2014年式シボレー・インパラ                                                  | 2014年03月30日 |
| 98   | 7    | Lanny's 67 Ford Fairlane GTA フォード・フェアレーンGTA            | 1967年式フォード・フェアレーンGTA（英: Ford Fairlane GTA）                  | 2014年04月06日 |
| 99   | 8    | Roger's '61 Impala Bubble Top シボレー・インパラ                  | 1961年式シボレー・インパラ                                                  | 2014年04月13日 |
| 100  | 9    | Josh's '63 Nova シボレー・ノヴァ                                  | 1963年式シボレー・ノヴァ                                                    | 2014年04月20日 |
| 101  | 10   | Vera's 1962 Porsche 356 ポルシェ356                               | 1962年式ポルシェ・356                                                       | 2014年07月29日 |
| 102  | 11   | Top 10 Moments                                                    |                                                                             | 2014年07月29日 |

### シーズン8
| 通算 | 話数 | 原題／日本題                                                 | 車種                                              | 放送日         |
| ---- | ---- | ------------------------------------------------------------ | ------------------------------------------------- | -------------- |
| 103  | 1    | Jim's 1965 Sunbeam Tiger サンビーム・タイガー                | 1965年式サンビーム・タイガー（英: Sunbeam Tiger） | 2014年11月04日 |
| 104  | 2    | Tony's 1966 A100 Van 100台目記念 ダッジA100                  | 1966年式ダッジ・A100バン                          | 2014年11月11日 |
| 105  | 3    | John's 1969 AMC AMX AMC・AMX                                 | 1969年式AMC・AMX                                  | 2014年11月18日 |
| 106  | 4    | Dan's 1967 Pontiac Firebird ポンティアック・ファイヤーバード | 1967年式ポンティアック・ファイヤーバード          | 2014年11月25日 |
| 107  | 5    | Scott's 1963 Cadillac El Dorado キャデラック・エルドラド     | 1963年式キャデラック・エルドラド コンバーチブル   | 2014年12月02日 |
| 108  | 6    | Dougs 1955 Ford Thunderbird フォード・サンダーバード         | 1955年式フォード・サンダーバード                  | 2015年02月20日 |
| 109  | 7    | Cathlenes 1970 Plymouth Barracuda プリムス・バラクーダ       | 1970年式プリムス・バラクーダ                      | 2015年02月27日 |
| 110  | 8    | James 1968 Mercury Cougar マーキュリー・クーガー             | 1968年式マーキュリー・クーガー                    | 2015年02月03日 |
| 111  | 9    | Gregs 1957 Bel Air シボレー・ベルエア                        | 1957年式シボレー・ベルエア                        | 2015年02月10日 |

### シーズン9
| 通算 | 話数 | 原題／日本題                                            | 車種                                                 | 放送日         |
| ---- | ---- | ------------------------------------------------------- | ---------------------------------------------------- | -------------- |
| 112  | 1    | In Too Depp マスタングとジョニー・デップ                | 1967年式フォード・マスタング                         | 2015年11月04日 |
| 113  | 2    | Elco That's All Go シボレー・エルカミーノ               | 1982年式シボレー・エルカミーノ                       | 2015年11月04日 |
| 114  | 3    | Lone Survivor" 「ローン・サバイバー」のためのマスタング | 1967年式フォード・マスタング                         | 2015年11月11日 |
| 115  | 4    | Foose and the Bandit ポンティアック・トランザム         | 1978年式ポンティアック・ファイヤーバード・トランザム | 2015年11月18日 |